# Червено-черен церкопид
Червено-черните церкопиди (Cercopis sanguinolenta) са вид насекоми от семейство Cercopidae.
Таксонът е описан за пръв път от Джовани Антонио Скополи през 1763 година.